# Clara Engelen
Laurentia Clara Elisabeth Engelen (Leeuwarden, 4 februari 1879 – Wassenaar 20 februari 1956) was een Nederlands kunsthistoricus en museumdirecteur.

## Leven en werk
Engelen was een lid van de adellijke familie Engelen en een dochter van jhr. mr. Daniel Otto Engelen (1844-1915) en Elisabeth Dorothea Fischer (1841-1888). Haar vader was ambtenaar bij het Openbaar Ministerie. Het gezin woonde vanaf 1888 in Zutphen, waar hij rechter en president (vanaf 1897) bij de arrondissementsrechtbank werd.
Engelen bezocht de Kunstnijverheid-, Vak- en Tekenschool in Zutphen en gaf er vanaf 1902 lessen in kunstgeschiedenis en kunstbeschouwing aan meisjes. In 1907 werd ze toehoorder bij Willem Vogelsang aan de Universiteit Utrecht. Engelen schreef artikelen voor diverse tijdschriften en boekbesprekingen over kunsthistorische onderwerpen voor Elsevier's Geïllustreerd Maandschrift en het Oudheidkundig Jaarboek. Ze was ook jarenlang redactielid van het Jaarboek.
Museum
In 1910 werd Engelen directeur van het historisch museum in Zutphen, dat was voortgekomen uit de oudheidkamer van Zutphen en de Graafschap. Ze organiseerde onder meer in 1915 een tentoonstelling rond het werk van Vincent van Gogh uit de verzameling van Jo Bonger. Na een brand in 1920 moest het pand worden herbouwd en heringericht. In 1924 ging het open onder de naam Stedelijk Museum van Zutphen en de Graafschap. Ze ontving in 1928 van de gemeente Zutphen de medaille van verdienste. Bij haar afscheid in 1937 ontving ze de 'Museummedaille'. Ze verhuisde naar Den Haag en trouwde in 1939 met Johan Albrecht Merens (1877-1966), commissionair in effecten.
Engelen overleed in 1956, op 77-jarige leeftijd.